# Control estocàstic
El control estocàstic o control estocàstic òptim és un subcamp de la teoria del control que tracta de l'existència d'incertesa en les observacions o en el soroll que impulsa l'evolució del sistema. El dissenyador del sistema assumeix, de manera Bayesiana, que el soroll aleatori amb distribució de probabilitat coneguda afecta l'evolució i l'observació de les variables d'estat. El control estocàstic pretén dissenyar la trajectòria temporal de les variables controlades que realitza la tasca de control desitjada amb un cost mínim, d'alguna manera definit, malgrat la presència d'aquest soroll. El context pot ser temps discret o temps continu.

## Equivalència de certesa
Una formulació molt ben estudiada en el control estocàstic és la del control gaussià quadràtic lineal. Aquí el model és lineal, la funció objectiu és el valor esperat d'una forma quadràtica i les pertorbacions són purament additives. Un resultat bàsic per als sistemes centralitzats de temps discret amb només incertesa additiva és la propietat d'equivalència de certesa: que la solució de control òptima en aquest cas és la mateixa que s'obtindria en absència de les pertorbacions additives. Aquesta propietat és aplicable a tots els sistemes centralitzats amb equacions lineals d'evolució, funció de cost quadràtica i soroll que entren al model només de manera additiva; el supòsit quadràtic permet que les lleis de control òptimes, que segueixen la propietat de certesa-equivalència, siguin funcions lineals de les observacions dels controladors.
Qualsevol desviació dels supòsits anteriors (una equació d'estat no lineal, una funció objectiu no quadrada, soroll en els paràmetres multiplicatius del model o descentralització del control) fa que la propietat d'equivalència de certesa no es mantingui. Per exemple, el seu fracàs per mantenir el control descentralitzat es va demostrar en el contraexemple de Witsenhausen.

## Temps discret
En un context de temps discret, la persona que pren la decisió observa la variable d'estat, possiblement amb soroll d'observació, en cada període de temps. L'objectiu pot ser optimitzar la suma dels valors esperats d'una funció objectiu no lineal (possiblement quadràtica) durant tots els períodes de temps des del present fins al període final de preocupació, o optimitzar el valor de la funció objectiu només a partir del període final. En cada període de temps es fan noves observacions i s'han d'ajustar de manera òptima les variables de control. Trobar la solució òptima per al moment actual pot implicar iterar una equació matricial de Riccati cap enrere en el temps des de l'últim període fins al període actual.
En el cas de temps discret amb incertesa sobre els valors dels paràmetres a la matriu de transició (que donen l'efecte dels valors actuals de les variables d'estat sobre la seva pròpia evolució) i/o la matriu de resposta de control de l'equació d'estat, però encara amb una equació d'estat lineal i una funció objectiu quadràtica, encara es pot obtenir una equació de Riccati per iterar cap enrere encara que no s'apliqui la solució d'equivalència de cada període. cap.13 El cas de temps discret d'una funció de pèrdua no quadrada però només es poden manejar pertorbacions additives, encara que amb més complicacions.

### Exemple
Una especificació típica del problema de control quadràtic lineal estocàstic en temps discret és minimitzar:ch. 13;
{\displaystyle \mathrm {E} _{1}\sum _{t=1}^{S}\left[y_{t}^{\mathsf {T}}Qy_{t}+u_{t}^{\mathsf {T}}Ru_{t}\right]}
on E 1 és l'operador de valor esperat condicionat a y 0, el superíndex T indica una transposició matricial, i S és l'horitzó temporal, subjecte a l'equació d'estat
{\displaystyle y_{t}=A_{t}y_{t-1}+B_{t}u_{t},}
on y és un vector n×1 de variables d'estat observables, u és un vector k×1 de variables de control, At és el temps t de realització de la matriu de transició d'estat estocàstica n×n, Bt és el temps t de realització de la matriu estocàstica n×k de multiplicadors de control, i Q(n×n) i R(k×k) són matrius de cost definit positiu conegudes simètriques. Suposem que cada element d'A i B es distribueix conjuntament de manera independent i idèntica al llarg del temps, de manera que les operacions de valor esperat no han de ser condicionades al temps.
La inducció cap enrere en el temps es pot utilitzar per obtenir la solució de control òptima en cada moment,:ch. 13
{\displaystyle u_{t}^{*}=-\left[\mathrm {E} \left(B^{\mathsf {T}}X_{t}B+R\right)\right]^{-1}\mathrm {E} \left(B^{\mathsf {T}}X_{t}A\right)y_{t-1},}
amb la matriu simètrica positiva del cost definitiu X evolucionant cap enrere en el temps des de {\displaystyle X_{S}=Q} segons
{\displaystyle X_{t-1}=Q+\mathrm {E} \left[A^{\mathsf {T}}X_{t}A\right]-\mathrm {E} \left[A^{\mathsf {T}}X_{t}B\right]\left[\mathrm {E} (B^{\mathsf {T}}X_{t}B+R)\right]^{-1}\mathrm {E} \left(B^{\mathsf {T}}X_{t}A\right),}
que es coneix com l'equació de Riccati dinàmica de temps discret d'aquest problema. L'única informació necessària sobre els paràmetres desconeguts a les matrius A i B és el valor esperat i la variància de cada element de cada matriu i les covariàncies entre els elements de la mateixa matriu i entre els elements de les matrius.
La solució de control òptima no es veu afectada si també apareixen xocs additius iid de mitjana zero a l'equació d'estat, sempre que no estiguin correlacionats amb els paràmetres de les matrius A i B. Però si estan tan correlacionats, aleshores la solució de control òptima per a cada període conté un vector constant additiu addicional. Si apareix un vector constant additiu a l'equació d'estat, de nou la solució de control òptima per a cada període conté un vector constant additiu addicional.
La caracterització en estat estacionari de X (si existeix), rellevant per al problema de l'horitzó infinit en què S va a l'infinit, es pot trobar iterant l'equació dinàmica de X repetidament fins que convergeix; llavors X es caracteritza per eliminar els subíndexs de temps de la seva equació dinàmica.

## Temps continu
Si el model és en temps continu, el controlador coneix l'estat del sistema en cada instant de temps. L'objectiu és maximitzar una integral de, per exemple, una funció còncava d'una variable d'estat sobre un horitzó des del temps zero (el present) fins a un temps terminal T, o bé una funció còncava d'una variable d'estat en una data futura T. A mesura que el temps evoluciona, es fan noves observacions contínuament i les variables de control s'ajusten contínuament de manera òptima.

## Control predictiu del model estocàstic
A la literatura, hi ha dos tipus de MPC per a sistemes estocàstics; Control predictiu del model robust i Control predictiu del model estocàstic (SMPC). El control predictiu del model robust és un mètode més conservador que considera el pitjor escenari en el procediment d'optimització. Tanmateix, aquest mètode, similar a altres controls robusts, deteriora el rendiment global del controlador i també és aplicable només per a sistemes amb incerteses limitades. El mètode alternatiu, SMPC, considera restriccions suaus que limiten el risc de violació per una desigualtat probabilística.